# Lixing-lès-Rouhling
Pour l’article homonyme, voir Lixing-lès-Saint-Avold.
Lixing-lès-Rouhling [liksɛ̃ lɛ ʁulɛ̃] est une commune française de l'Aire urbaine de Sarrebruck-Forbach située dans le département de la Moselle et le bassin de vie de la Moselle-Est, en région Grand Est.

## Géographie
Lixing-lès-Rouhling est située tout proche de la frontière franco-allemande, non loin de Sarrebruck (capitale du Land de Sarre).

### Communes limitrophes
| Kerbach                  | Alsting             |                   |
|                          | Lixing-lès-Rouhling | Grosbliederstroff |
| Nousseviller-Saint-Nabor |                     | Rouhling          |

### Hydrographie
La commune est située dans le bassin versant du Rhin au sein du bassin Rhin-Meuse. Elle est drainée par le ruisseau de Lixing.
Le ruisseau de Lixing, d'une longueur totale de 10,3 km, prend sa source dans la commune de Folkling et se jette  dans la Sarre à Grosbliederstroff, après avoir traversé six communes.

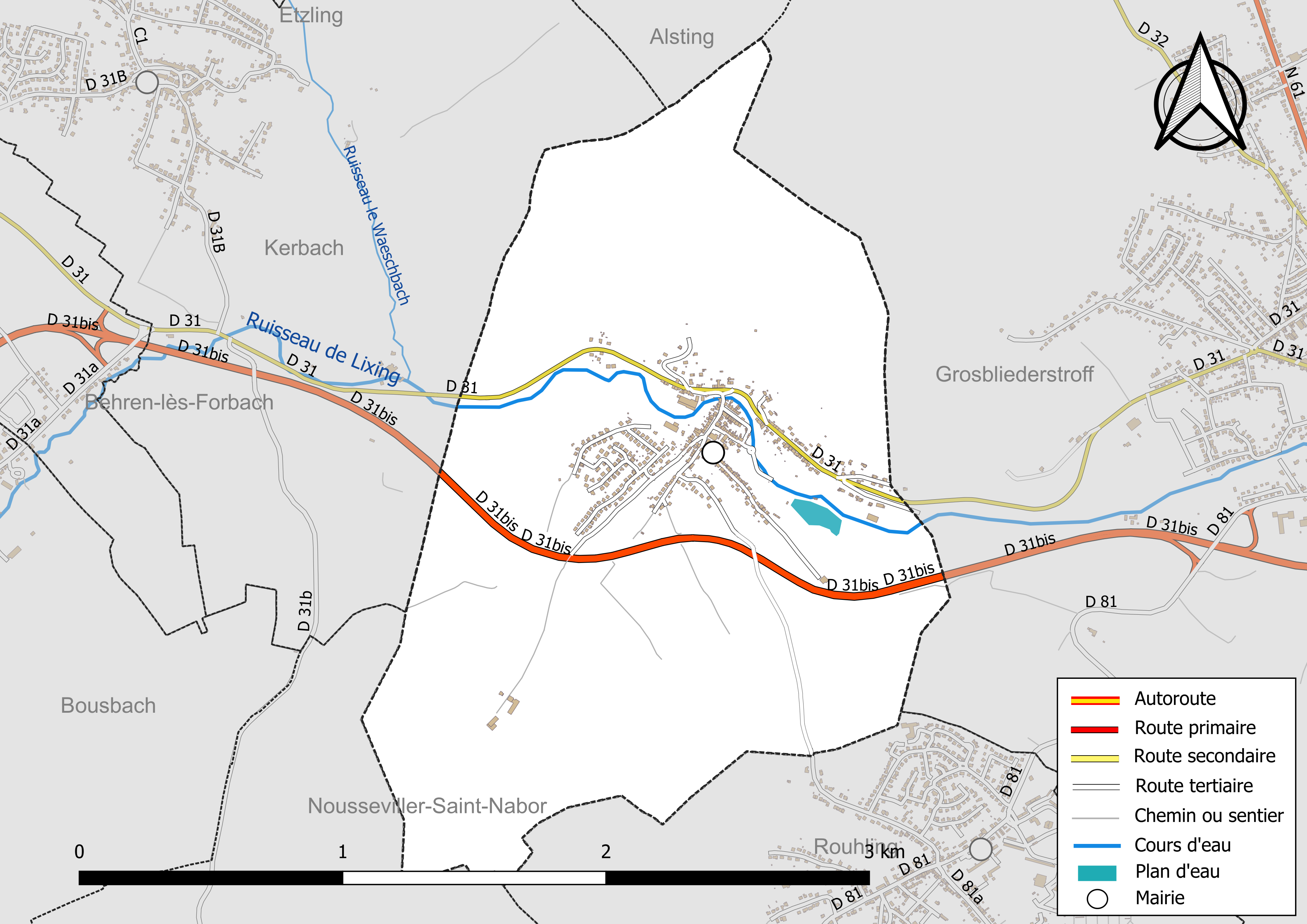
Réseaux hydrographique et routier de Lixing-lès-Rouhling.

La qualité du ruisseau de Lixing peut être consultée sur un site spécial géré par les agences de l’eau et l’Agence française pour la biodiversité.

### Climat
Pour des articles plus généraux, voir Climat du Grand Est et Climat de la Moselle.
En 2010, le climat de la commune est de type climat des marges montargnardes, selon une étude du Centre national de la recherche scientifique s'appuyant sur une série de données couvrant la période 1971-2000. En 2020, Météo-France publie une typologie des climats de la France métropolitaine dans laquelle la commune est exposée à un climat semi-continental et est dans la région climatique  Lorraine, plateau de Langres, Morvan, caractérisée par un hiver rude (1,5 °C), des vents modérés et des brouillards fréquents en automne et hiver. 
Pour la période 1971-2000, la température annuelle moyenne est de 9,8 °C, avec une amplitude thermique annuelle de 17 °C. Le cumul annuel moyen de précipitations est de 948 mm, avec 13,2 jours de précipitations en janvier et 9,5 jours en juillet. Pour la période 1991-2020, la température moyenne annuelle observée sur la station météorologique de Météo-France la plus proche, « Seingbouse », sur la commune de Seingbouse à 13 km à vol d'oiseau, est de 10,5 °C et le cumul annuel moyen de précipitations est de 731,4 mm. 
La température maximale relevée sur cette station est de 37,9 °C, atteinte le 25 juillet 2019 ; la température minimale est de −17 °C, atteinte le 20 décembre 2009,,. 
Les paramètres climatiques de la commune ont été estimés pour le milieu du siècle (2041-2070) selon différents scénarios d'émission de gaz à effet de serre à partir des nouvelles projections climatiques de référence DRIAS-2020. Ils sont consultables sur un site spécial publié par Météo-France en novembre 2022.

## Urbanisme

### Typologie
Au 1er janvier 2024, Lixing-lès-Rouhling est catégorisée ceinture urbaine, selon la nouvelle grille communale de densité à sept niveaux définie par l'Insee en 2022.
Elle est située hors unité urbaine. Par ailleurs la commune fait partie de l'aire d'attraction de Sarrebruck (partie française), dont elle est une commune de la couronne,. Cette aire, qui regroupe 12 communes, est catégorisée dans les aires de 700 000 habitants ou plus (hors Paris),.

### Occupation des sols
L'occupation des sols de la commune, telle qu'elle ressort de la base de données européenne d’occupation biophysique des sols Corine Land Cover (CLC), est marquée par l'importance des territoires agricoles (71,2 % en 2018), en diminution par rapport à 1990 (74,5 %). La répartition détaillée en 2018 est la suivante : 
zones agricoles hétérogènes (29,3 %), terres arables (20 %), forêts (17,8 %), prairies (17,4 %), zones urbanisées (11 %), cultures permanentes (4,4 %). L'évolution de l’occupation des sols de la commune et de ses infrastructures peut être observée sur les différentes représentations cartographiques du territoire : la carte de Cassini (XVIIIe siècle), la carte d'état-major (1820-1866) et les cartes ou photos aériennes de l'IGN pour la période actuelle (1950 à aujourd'hui).

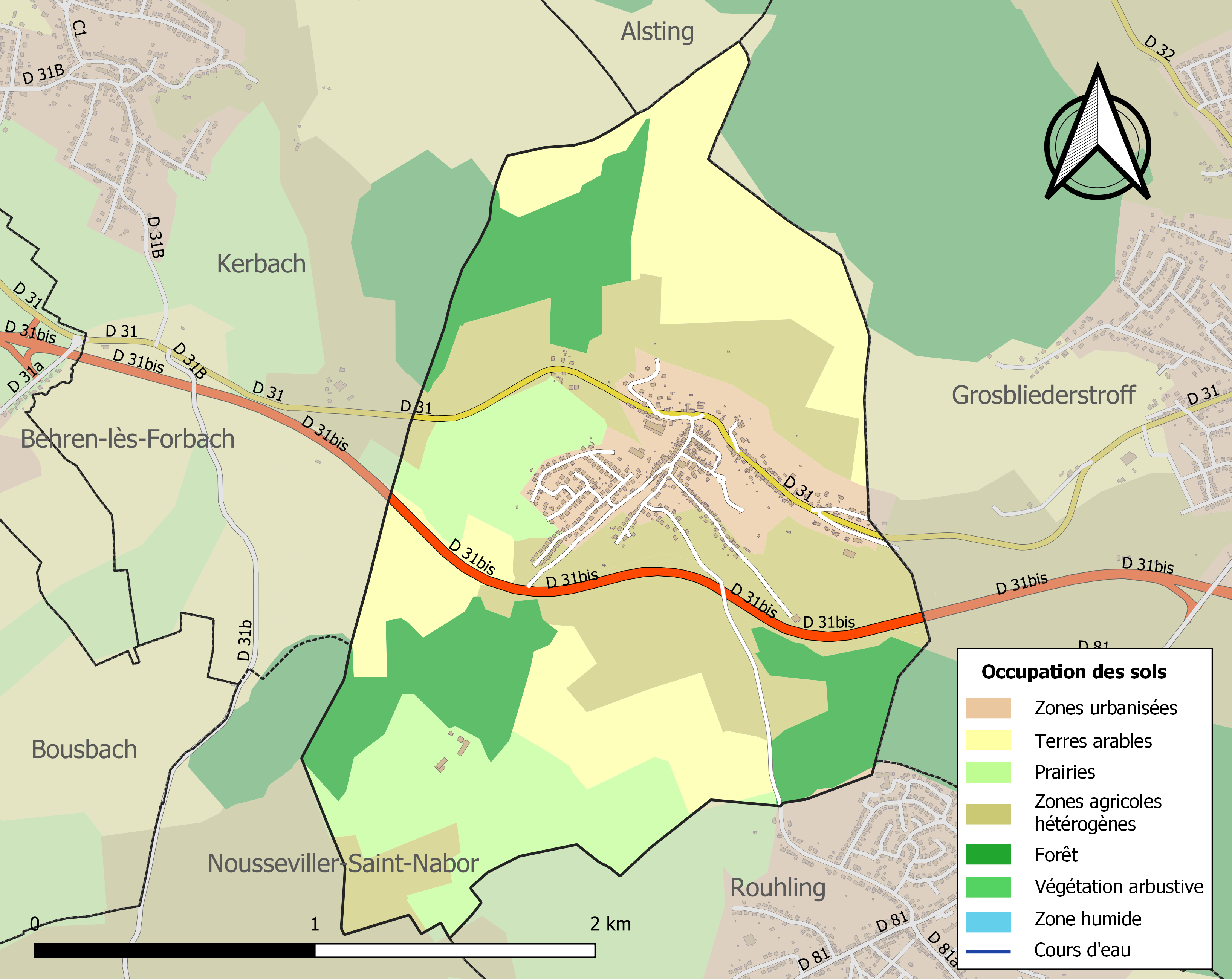
Carte des infrastructures et de l'occupation des sols de la commune en 2018 (CLC).

## Toponymie
- D'un nom de personne germanique Lideco ou Liuco suivi du suffixe -ingen[14], puis -ing.
- Lüxinga ou Luxingen en 1315, Luchesingne en 1332, Lycksingen en 1343, Lüxingen en 1365, Luxingen en 1594, Lexing et Lixingen en 1783[15], Lixing en 1801[16].
- En francique lorrain : Lixinge[17]. En allemand : Lüxingen[15], puis Lixingen en 1871-1918.

### Sobriquets
Anciens sobriquets sur les habitants : Die Bachmatrose (les marins de ruisseau), Die Wölf (les loups), Die Kässfresser (les bouffeurs de fromage).

## Histoire
Ancien fief des comtes de Sarrebruck, enclavé dans le duché de Lorraine, la seigneurie de Lixing n'a été rattachée à la France qu'en 1795.
En 1797, le village fut incorporé au département de la Sarre et au canton de Sarrebruck. Il fut réuni par décret impérial du 5 avril 1813, au département de la Moselle et au canton de Sarreguemines comme annexe de Rouhling. Puis érigé en commune par ordonnance royale du 9 août 1833.
L'histoire de Lixing est marquée par les guerres successives entre l'Allemagne et la France, la commune devenant allemande avec le reste de la Moselle et l'Alsace en 1871, change de nom et s'appelle Lixingen. Elle redevient française en 1918, avant de redevenir allemande en 1940, contrairement au reste de la France, qui se divise entre zone libre et zone occupée, mais reste tout de même la France. Entre 1939 et 1940, la population du village est évacuée vers la Charente. De nombreux contacts existent encore entre les deux populations qui deviennent amies. Après 1940, de nombreux jeunes gens sont mobilisés par l'armée allemande (les malgré-nous) et iront mourir en Russie.
Le village est libéré en mars 1945, neuf mois après le débarquement, par les soldats américains.
L'église, détruite, est alors reconstruite. Elle constitue le principal monument du village.
La commune prend le nom de Lixing-lès-Rouhling. À noter l'accent grave sur lès qui différencie ce mot de liaison de les : il est d'origine latine et signifie « à côté » ou  « près ». Cela différencie le village (situé dans une vallée juste en contrebas de Rouhling) avec Lixing-lès-Saint-Avold.
Le village est aussi marqué par l'exploitation des mines de charbon du bassin houiller de Forbach, les Houillères du bassin de Lorraine étant le premier employeur de la commune. Le dernier puits, celui de la Houve, a fermé le 23 avril 2004, laissant derrière lui de nombreux villageois en retraite anticipée.

## Politique et administration
| Période                                  | Période  | Identité           | Étiquette      | Qualité |
| ---------------------------------------- | -------- | ------------------ | -------------- | ------- |
| mars 2001                                | mai 2014 | Michel Bour        | sans étiquette |         |
| mai 2014                                 | En cours | Christiane Mallick | sans étiquette |         |
| Les données manquantes sont à compléter. |          |                    |                |         |

## Démographie
L'évolution du nombre d'habitants est connue à travers les recensements de la population effectués dans la commune depuis 1836. Pour les communes de moins de 10 000 habitants, une enquête de recensement portant sur toute la population est réalisée tous les cinq ans, les populations de référence des années intermédiaires étant quant à elles estimées par interpolation ou extrapolation. Pour la commune, le premier recensement exhaustif entrant dans le cadre du nouveau dispositif a été réalisé en 2005.

En 2022, la commune comptait 810 habitants, en évolution de −12,62 % par rapport à 2016 (Moselle : +0,52 %, France hors Mayotte : +2,11 %).
| 1836 | 1841 | 1861 | 1866 | 1871 | 1875 | 1880 | 1885 | 1890 |
| ---- | ---- | ---- | ---- | ---- | ---- | ---- | ---- | ---- |
| 381  | 360  | 342  | 359  | 336  | 338  | 350  | 354  | 377  |

| 1895 | 1900 | 1905 | 1910 | 1921 | 1926 | 1931 | 1936 | 1946 |
| ---- | ---- | ---- | ---- | ---- | ---- | ---- | ---- | ---- |
| 388  | 404  | 432  | 433  | 427  | 427  | 460  | 488  | 509  |

| 1954 | 1962 | 1968 | 1975 | 1982 | 1990 | 1999 | 2005 | 2006 |
| ---- | ---- | ---- | ---- | ---- | ---- | ---- | ---- | ---- |
| 551  | 652  | 675  | 734  | 717  | 789  | 830  | 884  | 898  |

| 2010 | 2015 | 2020 | 2022 | - | - | - | - | - |
| ---- | ---- | ---- | ---- | - | - | - | - | - |
| 930  | 932  | 847  | 810  | - | - | - | - | - |

## Culture locale et patrimoine

### Lieux et monuments
- Vestiges gallo-romains : monnaies, tessons.

#### Édifices religieux
- Église Saint-Maurice 1745, hors du village ; remplacée et déplacée au village en 1875 ; détruite en 1944.
- Actuellement, église moderne : statues XVIIIe siècle, treize vitraux de Gérard Lardeur.